# Pau Florejachs i Viladomiu
Pau Florejachs i Viladomiu   (Berga, 3 de setembre de 1821 - Berga, 20 de juny de 1887), va ser un metge català conegut per haver estat l'únic en auxiliar els berguedans afectats per l'epidèmia de còlera de 1854.
L'epidèmia de còlera de Berga va començar l'agost de 1854, moment en què el tinent d'alcalde Climent Florejachs –germà de Pau i llicenciat en farmàcia– va publicar un ban amb mesures higièniques per frenar l'epidèmia. Va tenir el punt àlgid el 3 de setembre del 1954, a l'octubre començà a decaure i va desaparèixer el 25 del mateix mes. A causa d'aquesta malaltia el 1854 van morir 668 persones a Berga, que en aquell moment tenia més de 6.000 habitants. Durant aquest període moltes van ser les persones que van marxar de Berga per no contraure la malaltia. Però tres persones es van quedar per ajudar els malalts. El sacerdot Ramon Moreta, que té un carrer amb el seu nom, es va quedar per donar auxilis espirituals, l'alcalde Josep Maria Vilardaga per ajudar a les tasques administratives, i Pau Florejachs va ser l'únic dels sis metges que va quedar. Va sobreviure a la malaltia i visitava de manera freqüent, habitualment anant amb cavall, als malalts.
L'any 1862 va ser nomenat metge forense de Berga. L'any 1876 apareix juntament amb el seu germà Climent com a socis fundadors de la societat "La Prosperidad Bergistana". L'any 1879, també amb el seu germà, s'adhereix a un escrit de prohoms en contra de l'alcalde de Berga, Ramon Pujol Thomàs.
La junta del Col·legi de Metges al Berguedà va crear un premi que porta el seu nom. En la seva primera edició, el 2016, la premiada fou Anna Escalé per una guia terapèutica de plantes medicinals del Berguedà.